# Lingé
Lingé ist eine französische Gemeinde mit 203 Einwohnern (Stand: 1. Januar 2022) im Département Indre in der Region Centre-Val de Loire. Sie gehört zum Arrondissement Le Blanc und zum Kanton Le Blanc. Die Einwohner werden Lingeois genannt.

## Lage
Die Gemeinde Lingé liegt im Gebiet der zahlreichen Seen des Regionalen Naturparks Brenne, etwa 45 Kilometer ostnordöstlich von Poitiers. An der nördlichen Gemeindegrenze verläuft der Fluss Cinq Bondes. Umgeben wird Lingé von den Nachbargemeinden Saint-Michel-en-Brenne im Norden und Nordosten, Rosnay im Osten, Douadic im Süden, Lureuil im Westen sowie Martizay im Nordwesten.
Folgende größere Seen (über ein ha) liegen im Gemeindegebiet von Lingé:
| Étang de l’Ardouine Étang Balangé Étang Berluet Étang Billard Étang des Bordes | Étang des Chaumes Étang Chauveau Étang de la Gabrière Étang de Gabriau L’étang Grand | Étang des Grandes Patrières Étang de Lérignon Étang des Lus Étang Mardasson Étang de la Mercière | Étang Neuf Étang Pluche Étang Purais (Naturschutzgebiet) Étang de la Touche |

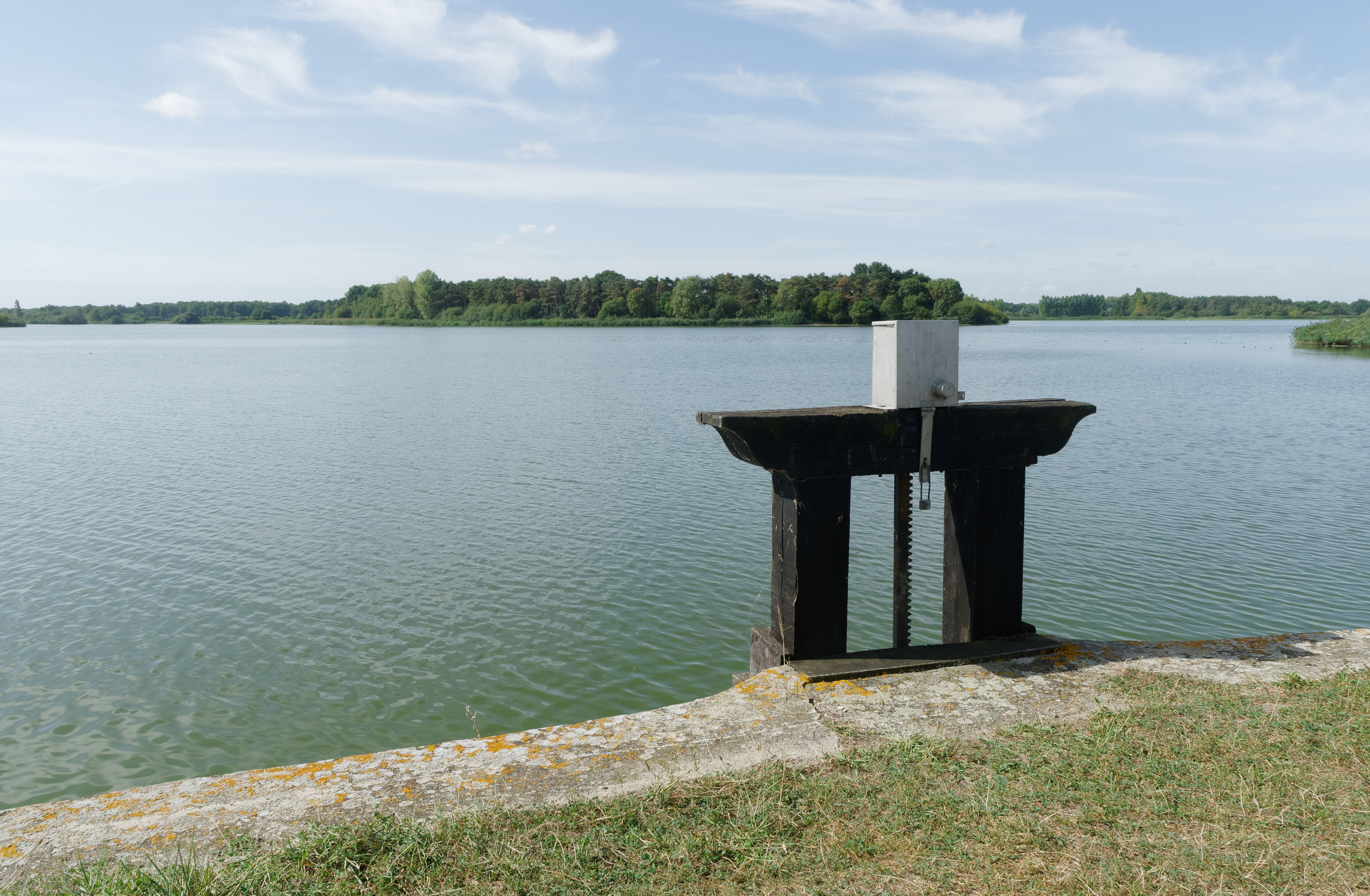
Étang de la Gabrière
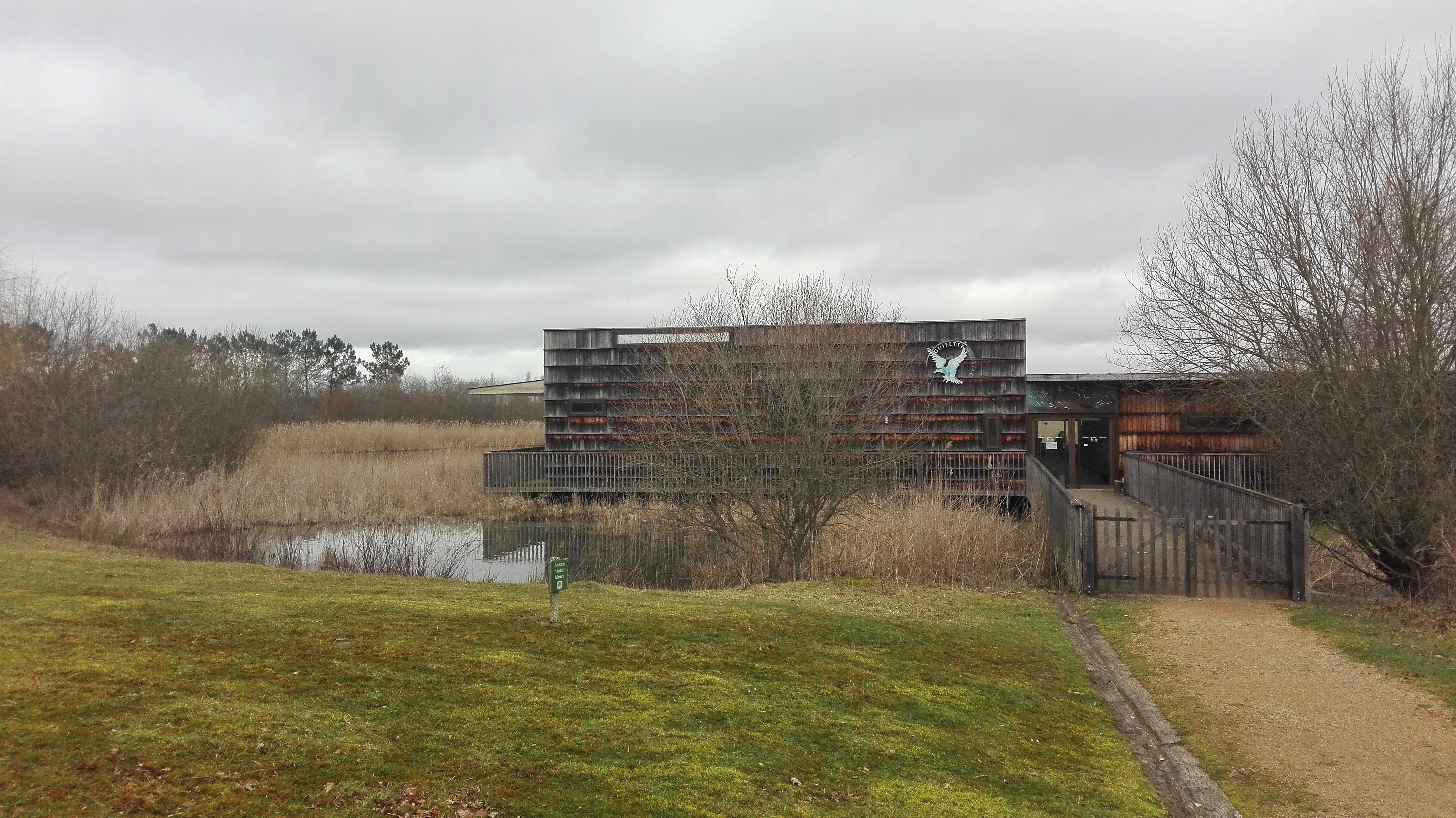
Haus der Natur am Étang Purais

## Bevölkerungsentwicklung
| Jahr                       | 1962 | 1968 | 1975 | 1982 | 1990 | 1999 | 2010 | 2021 |
| Einwohner                  | 384  | 354  | 276  | 286  | 263  | 238  | 252  | 203  |
| Quellen: Cassini und INSEE |      |      |      |      |      |      |      |      |

## Sehenswürdigkeiten
- Kirche Saint-Sulpice